# Музыкальная история
«Музыкальная история» — советский художественный фильм, музыкальная комедия 1940 года. Удостоен Сталинской премии II степени.

## Сюжет
Ленинград, 1940 год. Таксист Петя Говорков — самородок, у которого от природы замечательный голос. Но оценить его вокальные данные могут только его пассажиры и соседи по коммунальной квартире.
Петя знакомится с руководителем оперной студии в клубе транспортников Василием Македонским. Они готовят постановку оперы «Евгений Онегин», где Говорков должен петь партию Ленского. Перед премьерой Петя пережил размолвку с любимой девушкой и терпит провал. Говоркову предстоит немало пережить, чтобы поверить в себя и стать настоящим оперным певцом…

## В ролях
| Актёр                | Роль |
| -------------------- | --- |
| Сергей Лемешев       | Петя Говорков, таксист, комсомолец, тенор-самородок, возлюбленный Клавы                                                                       |
| Зоя Фёдорова         | Клава Белкина, диспетчер в таксопарке, возлюбленная Говоркова                                                                                 |
| Эраст Гарин          | Фёдор Терентьевич Тараканов, таксист с мещанскими воззрениями, соперник Говоркова в борьбе за сердце Клавы                                    |
| Николай Коновалов    | Василий Фомич Македонский, в прошлом — артист оперы, тенор, наставник Говоркова, руководитель самодеятельности, постановщик «Евгения Онегина» |
| Анатолий Королькевич | Панков, друг Говоркова, таксист, артист самодеятельности, исполнитель партии Онегина в самодеятельности                                       |
| Сергей Филиппов      | Бабашкин, завклубом |
| Анна Сергеева        | Настенька, комсомолка, сотрудница гаража, исполнительница партии Ольги                                                                        |
| Константин Сорокин   | эпизод |

## Съёмочная группа
- Автор сценария: Евгений Петров, Георгий Мунблит
- Режиссёр:
  - Александр Ивановский
  - Герберт Раппапорт
- Оператор: Аркадий Кольцатый
- Композитор: Дмитрий Астраданцев
- Художник: Семен Мандель
- Монтаж: Н. Разумова
- Директор: Пётр Подвальный

## Музыка
В фильме использованы как народные песни («Вдоль по улице метелица метёт», «Ах ты, душечка»), так и отрывки из опер («Кармен» Бизе, «Князь Игорь» Бородина, «Пиковая дама» и «Евгений Онегин» Чайковского, «Марта» Флотова, «Майская ночь» Римского-Корсакова).

## Оценки фильма
Критик А. Стоянов написал, что «можно утверждать, что этот фильм выдержал испытание временем, ибо был подлинно комедийным и правдивым». По его оценке, «культура жанра музыкальной комедии была в этом фильме на высоком уровне, рождая поистине счастливые находки: стоит только вспомнить эпизод ночного состязания в пении между шофёром такси и его пассажиром».
Кинокритик Ростислав Юренев отмечал, что, «несомненно, в „Музыкальной истории“ (1940) использован опыт зарубежного музыкального фильма, чрезвычайно распространённого с начала звукового кино и до сих пор. … В роли Пети Говоркова выступил ещё молодой, но уже популярнейший С. Я. Лемешев. И нужно сказать, что певец легко и естественно справился с несложными задачами своей роли. В шофёре нет ничего оперного. Он достоверен, обаятелен, прост. И, даже когда шофер становится премьером, он остается милым и застенчивым парнем. Это отличало „Музыкальную историю“ от большинства зарубежных картин с позирующими знаменитостями».
Ростислав Юренев также отмечал «атмосферу правдивости и лиризма» в фильме. По его мнению, «картину украшали и эпизодические персонажи (разбитная девушка-шофёр, самодовольный исполнитель партии Онегина), и отлично записанные оперные арии и песни, а также превосходная работа оператора А. Кольцатого, создавшего своеобразный задумчивый, лиричный образ Ленинграда».
Киновед Ромил Соболев высоко оценил фильм: «Точное воспроизведение атмосферы 30-х годов, иронические наблюдения за „коммунальным бытом“, за жизнью, перенесённой из перенаселённых квартир на места работы, в новенькие дома культуры, метко схваченные смешные, но жизненные детали — всё это делает „Музыкальную историю“ своеобразным и выдающимся фильмом той сложной эпохи».
Киновед Александр Фёдоров резюмировал: «У комедии „Музыкальная история“ счастливая судьба, её полюбили как зрители, так и кинокритики».